# Jean Knight
Jean Knight, geboren als Jean Audrey Caliste (New Orleans, 26 januari 1943 – Tampa, 22 november 2023), was een Amerikaanse r&b- en soulzangeres.

## Carrière
Na de middelbare school zong ze in een bar die eigendom was van haar nicht. In 1965 nam ze haar eerste liedje op, een coverversie van Stop Doggin' Me Around van Jackie Wilson. Na bemiddeling door Henry Himes en Henry Moore werd ze door Huey P. Meaux van Jet Star Records en Tribe Records gecontracteerd en bracht ze haar eerste opnamen uit. Uit angst dat de moeilijke uitspraak van haar achternaam haar carrière zou beïnvloeden, wijzigde ze deze in Jean Knight. Omdat ze op dit moment niet kon rondkomen van haar zangcarrière, werkte ze als bakker in de kantine van de Loyola-universiteit New Orleans.
In 1970 ontmoette ze uiteindelijk Ralph Williams, een van de auteurs van haar latere hit Mr. Big Stuff, om haar een aanbod van de producent Wardell Quezergue aan te bieden. In het daaropvolgende seizoen ontstond in de Malaco-studio in Jackson ook Mr. Big Stuff. Aanvankelijk vond de opname geen weerklank bij de labels. Pas toen de single Groove Me van King Floyd werd opgenomen tijdens dezelfde sessie als Mr. Big Stuff en zich tot hit ontwikkelde, herinnerde George Smith zich bij Stax Records aan Knight. Stax Records bracht de single in augustus 1971 uit en in december verscheen het begeleidende gelijknamige album. Het liedje ontwikkelde zich tot hitsingle en plaatste zich op de koppositie in de r&b-hitlijst en de 2e plaats in de Billboard Hot 100. Van de single werden meer dan twee miljoen exemplaren verkocht, waardoor hij dubbel platina werd. Bovendien werd haar liedje genomineerd voor een Grammy Award.
Knights tijd bij Stax Records eindigde toen Wardell Quezergue, die de zakelijke samenwerking met Stax Records tot stand had gebracht, de samenwerking met Stax naar aanleiding van geschillen weer staakte. Met de opnamen die voor Stax waren ontstaan tot 1972, kon ze niet evenaren aan het grote succes van Mr. Big Stuff, alhoewel de ook in 1971 uitgebrachte single You Think You're Hot Stuff ook relatief succesvol was en zich ook kon plaatsen in de Billboard Hot 100 (#57). Ook daarna werden haar geen grotere successen gegund en pas in 1981 kon Knight met You Got the Papers (But I Got the Man) weer een bescheiden hit scoren, net als in 1985 met een versie van Don't Mess with My Toot Toot van Rockin' Sidney, dat verscheen onder de ingekorte titel My Toot Toot in de Billboard Hot 100 (#50). Na een langere onderbreking bracht Knight tijdens de jaren 1990 twee albums uit, die echter geen commercieel succes werden.Zij overleed op 80-jarige leeftijd in november 2023.

## Discografie

### Singles
- 1971: Mr. Big Stuff
- 1971: You Think You're Hot Stuff
- 1985:	My Toot Toot

### Albums
- 1971:	Mr. Big Stuff
- 1981: Keep It Comin
- 1985:	My Toot Toot
- 1997: Shaki de Boo-Tee
- 1997: The Very Best of Me
- 1999: Queen

- Bibsys: 7053744
- Bibliothèque nationale de France: cb13974389z (data)
- Gemeinsame Normdatei: 134429508
- International Standard Name Identifier: 0000 0000 5515 3881
- Library of Congress Control Number: n93059675
- MusicBrainz: 4a8d9623-4d6c-4b7c-8dc5-5d5319ab8a20
- Nationale Bibliotheek van Israël: 987007369262905171
- Virtual International Authority File: 2664649
- WorldCat: E39PBJdx7rf4myxRkmGYbBkCcP